# Padièrs
Padièrs (en francès Padiès) és un municipi francès, de la regió d'Occitània i del departament del Tarn.

## Demografia
| 1962                                       | 1968 | 1975 | 1982 | 1990 | 1999 | 2007 |
| ------------------------------------------ | ---- | ---- | ---- | ---- | ---- | ---- |
| 329                                        | 337  | 300  | 264  | 199  | 199  | 192  |
| Des de 1962: població sense dobles comptes |      |      |      |      |      |      |

## Administració
| Període | Identitat          | Partit |
| ------- | ------------------ | ------ |
| 2001-   | Rolland Cougoureux |        |